# Archivolva
Archivolva là một chi ốc biển, là động vật thân mềm chân bụng sống ở biển thuộc họ Ovulidae.

## Các loài
Các loài thuộc chi Archivolva bao gồm:
- Archivolva clava (Habe, 1991)[2]
- Archivolva kahlbrocki Lorenz, 2009[3]
- Archivolva lissenungensis (Lorenz, 2005)[4]